# 埃德罗萨
埃德罗萨是葡萄牙布拉干萨区的一个堂区。总面积22.62平方公里，总人口184人，人口密度8.1人/平方公里。